# USS LST-424
O USS LST-424 foi um navio de guerra norte-americano da classe LST que operou durante a Segunda Guerra Mundial.